# Богородичина црква у Доњој Каменици
Богородичина црква се налази у селу Доњој Каменици код Књажевца, у Источној Србији. Припада Епархији тимочкој Српске православне цркве, а подигнута је у првој половини 14. века, као задужбина Михајла Анђеловића.
Грађевина је релативно малих димензија, али веома занимљиве архитектуре чијим се складним пропорцијама ствара утисак монументалности. Конзерваторски радови на живопису и архитектури црквице су окончани 1958. године, а она се данас налази под заштитом Републике Србије, као споменик културе од великог значаја. Црква се налази на левој обали Трговишког Тимока, на старом војном путу који је повезивао Пирот и Видин.
Црква је 1932. године била у стању пропадања; њено кубе и знатан део олтарског простора је био у рушевинама од 1923. године. То су утврдили београдски музејски стручњаци др Владислав Петковић и арх Ђурђе Бошковић.

## Изглед
Богородичина црква има основу крста неправилног облика, изнад кога се уздиже купола. На њеној западној страни се налази нартекс са спратом, над којим се уздижу две мале симетричне куле звонаре. Испред нартекса је некада постојао дрвени егзонартекс са спратом, од кога су данас видљиви само камени темељи, а његов приближан облик је приказан на моделима цркве, насликаним у ктиторским композицијама.

## Живопис
Живопис Богородичине цркве је различите тематике и носи одлике Ренесансе Палеолога, карактеристичне за то доба. Рађен је неуобичајеном техником "ал темпера", а прикази су врло натуралистички. Ктиторске композиције су приказане у црквеном наосу и на спрату нартекса. Циклуси сцена из живота светог Николе и свете Петке су насликани у кулама звонарама и на спрату нартекса, док је његово приземље украшено фрескама владара и светих ратника који напоредо загрљени јашу. Поред ктиторских портрета, у првој зони наоса су приказани свеци, док су изнад њих насликана Страдања Христова и Велики празници. У олтарском делу је приказана Богородица са Христом и анђелима, као и Поклоњење архијереја. Посебну пажњу привлачи представа Св. Ђорђа Диасоритиса, чији је култ везан за грчко острво Аморгос у Кикладском архипелагу.

## Истраженост цркве у Доњој Каменици
Много људи је истраживало ову цркву. Постоји пуно тумачења и не може се прецизно одредити које је од њих тачно. Сматра се да је цркву саградио велики војвода деспота Лазара Бранковића, Михајло Анђеловић. Исто тако се сматра да су на горњем спрату насликани Михајло и његова супруга са своја три сина.
Међутим Љубинковић се поново враћа свом ранијем закључку, да не мора да значи да је Михајло заправо био владар ове области. Тумачећи истраживања турских пописа, Бојанић-Лукач проналази податке које потпуно искључују могућност да је Михајло Анђелковић био господар ове области. 
Тек после радова 1985. црква је проглашена за споменик културе и сада се о њој старају становници Доње Каменице.
Немац, Феликс Каниц је у својој књизи о Кнежевини Србији описао "Абоговићеву црквицу" у селу Доња Каменица. Наводи се да је она подигнута у време деспота Ђурђа Смедеревца. Произилази да је деспот Михаило Абоговић исту богомољу градио 1456. године. Приказани су на зидним сликама у припрати "Михаил деспот" син "Михаила цара", затим његова супруга "деспотица Јелена" кћи "деспота Петра". Др Владислав Петковић је међутим утврдио 1932. године да деспот Михаило нема ништа заједничко са "Михаилом Абоговићем"; није био ктитор, већ господар (непознате националности) самосталне области Видинске, под коју је спадала у то време и Доња Каменица. Прави ктитор (са породицом) је на два места осликан у црквеном живопису - у припрати и самој цркви. Поред оца и мајке приказана је и њихова мала кћи, поред чијег лика пише "Вукосава", као и мали син. Сачувани натписи на сликама су писани на грчком језику, а само пет светитеља носе српско-словенске називе.

## Галерија
Спољни изглед
Живопис